# جيم توم
جيم توم (بالإنجليزية: Jim Thome)‏ (و. 1970  م) هو لاعب كرة قاعدة  أمريكي، ولد في بيوريا، إلينوي، بدأ مشواره المهني سنة 4 سبتمبر 1991، مركز لعبه هو قاعدي أول ‏، وDesignated hitter ‏.

## التعليم
تعلم في Limestone Community High School District 310 ‏، وتعلم في Illinois Central College ‏
.